# Ґльонди (Бартошицький повіт)
Ґльонди (пол. Glądy, нім. Glandau) — село в Польщі, у гміні Гурово-Ілавецьке Бартошицького повіту Вармінсько-Мазурського воєводства.
Населення — 110 осіб (2011).

## Демографія
Демографічна структура станом на 31 березня 2011 року:
|          | Загалом | Допрацездатний вік | Працездатний вік | Постпрацездатний вік |
| -------- | ------- | ------------------ | ---------------- | -------------------- |
| Чоловіки | 60      | 13                 | 40               | 7                    |
| Жінки    | 50      | 12                 | 32               | 6                    |
| Разом    | 110     | 25                 | 72               | 13                   |